# Municipio de San Pablo Macuiltianguis
El municipio de San Pablo Macuiltianguis es uno de los 570 municipios del estado mexicano de Oaxaca. Su cabecera es la localidad de San Pablo Macuiltianguis.

## Geografía
El municipio de San Pablo Macuiltianguis colinda al norte con los municipios de San Juan Quiotepec y Santiago Comaltepec; al este con el municipio de Ixtlán de Juárez; al sur con el municipio de San Juan Atepec; y al oeste con el municipio de Abejones.

## Localidades
El municipio de San Pablo Macuiltianguis cuenta con tres localidades.
| Localidad                | Población (2020) |
| ------------------------ | ---------------- |
| San Juan Luvina          | 519              |
| San Pablo Macuiltianguis | 432              |
| La Puerta del Sol        | 2                |

## Gobierno
El municipio de San Pablo Macuiltianguis se rige mediante el sistema de usos y costumbres.
| Presidente municipal         | Periodo   |
| ---------------------------- | --------- |
| Salomón Ruiz Alavéz          | 1996-1997 |
| Raymundo Pérez Ruiz          | 1997-1998 |
| Leobardo Pérez Ruiz          | 1999-2001 |
| Fermín Salomón Ruiz Alavéz   | 2002-2004 |
| Álvaro Ismael Alavéz García  | 2005-2007 |
| Luis Benjamín Bautista Ruíz  | 2008-2010 |
| Mario Manuel Ruiz Bautista   | 2011-2013 |
| Guzmán Antonio Manzano Pérez | 2013-2015 |
| Ismael Alavéz Pérez          | 2015-2016 |
| Genaro Ernesto García Ruiz   | 2017-2018 |
| Antonio Santos García Ruiz   | 2020-2021 |
| Humberto García García       | 2023-2024 |